# Mistrovství Evropy juniorů ve sportovním lezení 2014
Mistrovství Evropy juniorů ve sportovním lezení 2014 se uskutečnilo již po třetí, ve dvou termínech jako součást Evropského poháru juniorů ve sportovním lezení. 14.-15. června v britském Edinburghu proběhlo MEJ v lezení na obtížnost a rychlost a 6.-7. září v italském Arcu MEJ v boulderingu. Mistrovství světa juniorů se konalo v září ve Francii, Mistrovství Evropy v ledolezení se v roce 2014 konalo v Rusku.

## Průběh závodů
V lezení na obtížnost se dvě skupiny závodníků postupně vystřídaly na dvou kvalifikačních cestách, finálovou cestu lezlo deset finalistů. Bodovaným kritériem byl nejvyšší (po dobu dvou sekund) dosažený chyt, případně další pohyb z chytu.
V lezení na rychlost rozhodly nejlepší časy v kvalifikaci na standardní cestě o pořadí závodníků do osmifinálového vyřazovacího pavouka dvojic, ve finále se ještě bojovalo o první a třetí místo.
Kvalifikace v boulderingu proběhla na osmi závodních profilech, kde se bodoval počet pokusů na Top a počet pokusů na bonusovou zónu, nejlepších šest finalistů závodilo na čtyřech závodních profilech.

### Češi na ME
V kategorii juniorů v lezení na rychlost skončil Jan Kříž v osmifinále na 6. místě. V kategorii B v lezení na obtížnost byli ve finále 6. Vojtěch Trojan, 9. Vojtěch Vlk a 9. Veronika Peltrámová.

### Výsledky juniorů a juniorek
| obtížnost            | obtížnost            | rychlost              | rychlost             | bouldering              | bouldering                 |
| -------------------- | -------------------- | --------------------- | -------------------- | ----------------------- | -------------------------- |
| junioři              | juniorky             | junioři               | juniorky             | junioři                 | juniorky                   |
| 1. Maël Bonzom       | 1. Anak Verhoeven    | 1. Quentin Nambot     | 1. Nina Lach         | 1. David Firnenburg     | 1. Jessica Pilz            |
| 2. Martin Bergant    | 2. Jessica Pilz      | 2. Alessandro Santoni | 2. Varvara Shatalova | 2. Michael Piccolruaz   | 2. Annalisa De Marco       |
| 3. Sebastian Halenke | 3. Julia Chanourdie  | 3. Sergei Luzhetskii  | 3. Alexandra Elmer   | 3. Jonatan Flor Vazquez | 3. Katja Kadič             |
|                      |                      |                       |                      |                         |                            |
| 18. Martin Jech      | 15. Tereza Svobodová | 6. Jan Kříž           | —                    | 35.-37. Denis Pail      | 25.-26. Kateřina Kendíková |
| 22.-23. Petr Čermák  | —                    | —                     | —                    | —                       | 32.-33. Tereza Svobodová   |
| 24. Štěpán Volf      | —                    | —                     | —                    | —                       | —                          |
| 10 finalistů         | 11 finalistek        | 4 finalisté           | 4 finalistky         | 6 finalistů             | 6 finalistek               |
| bez semifinále       | bez semifinále       | 8 semifinalistů       | 8 semifinalistek     | bez semifinále          | bez semifinále             |
| 30 juniorů           | 23 juniorek          | 14 juniorů            | 9 juniorek           | 37 juniorů              | 33 juniorek                |

### Výsledky chlapců a dívek v kategorii A
| obtížnost            | obtížnost                | rychlost               | rychlost                | bouldering           | bouldering                  |
| -------------------- | ------------------------ | ---------------------- | ----------------------- | -------------------- | --------------------------- |
| chlapci              | dívky                    | chlapci                | dívky                   | chlapci              | dívky                       |
| 1. Georg Parma       | 1. Alina Ring            | 1. Maksim Diachkov     | 1. Yana Lugovenko       | 1. Baptiste Ometz    | 1. Franziska Sterrer        |
| 2. Fedir Samoilov    | 2. Molly Thompson- Smith | 2. Kostiantyn Pavlenko | 2. Anastasia Manuylova  | 2. Bernhard Krenmayr | 2. Staša Gejo               |
| 3. Hugo Parmentier   | 3. Hannah Schubert       | 3. Ludovico Fossali    | 3. Patrycja Chudziak    | 3. Anze Peharc       | 3. Jara Späte               |
|                      |                          |                        |                         |                      |                             |
| 26. Petr Kliger      | 17. Eliška Vlčková       | 12. Pavel Krutil       | 12. Veronika Scheuerová | 29. Michal Běhounek  | 13.-14. Veronika Šimková    |
| 30. Vojtěch Sedláček | 31. Jana Vincourková     | 13. Jan Doseděl        | —                       | 33. Petr Kliger      | 27.-28. Veronika Scheuerová |
| 34. Jakub Dvouletý   | 34. Veronika Scheuerová  | —                      | —                       | 40.-47. Jan Doseděl  | 29. Klára Halmo             |
| 37. Jan Doseděl      | —                        | —                      | —                       | —                    | —                           |
| 11 finalistů         | 10 finalistek            | 4 finalisté            | 4 finalistek            | 6 finalistů          | 6 finalistek                |
| bez semifinále       | bez semifinále           | 8 semifinalistů        | 8 semifinalistek        | bez semifinále       | bez semifinále              |
| 40 chlapců           | 37 dívek                 | 15 chlapců             | 17 dívek                | 47 chlapců           | 39 dívek                    |

### Výsledky chlapců a dívek v kategorii B
| obtížnost             | obtížnost              | rychlost            | rychlost                | bouldering         | bouldering              |
| --------------------- | ---------------------- | ------------------- | ----------------------- | ------------------ | ----------------------- |
| chlapci               | dívky                  | chlapci             | dívky                   | chlapci            | dívky                   |
| 1. Giorgio Bendazzoli | 1. Janja Garnbret      | 1. Denis Diachkov   | 1. Ekaterina Barashchuk | 1. Matic Kotar     | 1. Janja Garnbret       |
| 2. Mathias Posch      | 2. Asja Gollo          | 2. Paolo Martignene | 2. Elizaveta Ivanova    | 2. Dominik Haertl  | 2. Elena Krasovskaia    |
| 3. Léo Ferrera        | 3. Tjasa Slemensek     | 3. Gian Luca Zodda  | 3. Giulia Fossali       | 3. Dominic Vincent | 3. Pyrene Santal        |
|                       |                        |                     |                         |                    |                         |
| 6. Vojtěch Trojan     | 9. Veronika Peltrámová | 10. Matěj Burian    | —                       | 23. Jakub Konečný  | 31.-32. Sabina Večeřová |
| 9. Vojtěch Vlk        | —                      | —                   | —                       | 25. Vojtěch Trojan | 35.-37. Jana Ondřejová  |
| 22. Jan Kendík        | —                      | —                   | —                       | 37. Jan Kendík     | —                       |
| 11 finalistů          | 10 finalistek          | 4 finalistů         | 4 finalistek            | 6 finalistů        | 6 finalistek            |
| bez semifinále        | bez semifinále         | 8 semifinalistů     | 8 semifinalistek        | bez semifinále     | bez semifinále          |
| 32 chlapců            | 31 dívek               | 13 chlapců          | 14 dívek                | 42 chlapců         | 37 dívek                |

### Medaile podle zemí
| pořadí | stát               | Zlatá medaile | Stříbrná medaile | Bronzová medaile | celkem |
| ------ | ------------------ | ------------- | ---------------- | ---------------- | ------ |
| 1.     | Rakousko           | 4             | 4                | 2                | 10     |
| 2.     | Itálie             | 1             | 5                | 3                | 9      |
| 3.     | Rusko              | 3             | 4                | 1                | 8      |
| 4.     | Slovinsko          | 3             | 1                | 3                | 7      |
| 5.     | Francie            | 2             | 0                | 4                | 6      |
| 6.     | Švýcarsko          | 2             |                  | 1                | 3      |
| 7.     | Ukrajina           | 1             | 2                | 0                | 3      |
| 8.     | Německo            | 1             | 0                | 1                | 2      |
| 9.     | Spojené království | 0             | 1                | 1                | 2      |
| 10.    | Belgie             | 1             | 0                | 0                | 1      |
| 11.    | Srbsko             | 0             | 1                | 0                | 1      |
| 12.    | Španělsko          | 0             | 0                | 1                | 1      |
| 12.    | Polsko             | 0             | 0                | 1                | 1      |